# Lophiotoma
Lophiotoma é um gênero de gastrópodes pertencente a família Turridae.

## Espécies
- Lophiotoma abbreviata (Reeve, 1843)[3]
- Lophiotoma acuta (Perry, 1811)[4]
- Lophiotoma bisaya Olivera, 2004[5]
- Lophiotoma bratasusa Puillandre, Fedosov, Zaharias, Aznar-Cormano & Kantor, 2017
- Lophiotoma brevicaudata (Reeve, 1843) [6]
- Lophiotoma capricornica Olivera, 2004[7]
- Lophiotoma dickkilburni Olivera, 2004[8]
- Lophiotoma friedrichbonhoefferi Olivera, 2004[9]
- Lophiotoma hejingorum Stahlschmidt, Poppe & Tagaro, 2018
- Lophiotoma jickelii (Weinkauff, 1875)
- Lophiotoma kina Puillandre, Fedosov, Zaharias, Aznar-Cormano & Kantor, 2017
- Lophiotoma koolhoveni (Oostingh, 1938)
- Lophiotoma leucotropis (A. Adams & Reeve, 1850)
- Lophiotoma madagascarensis Olivera, 2004[10]
- Lophiotoma natalensis Bozzetti, 2016
- Lophiotoma panglaoensis Olivera, 2004[11]
- Lophiotoma picturata (Weinkauff, 1876)
- Lophiotoma polytropa (Helbling, 1779)
- Lophiotoma pseudoannulata Dell, 1990[12]
- Lophiotoma pseudocosmoi Baoquan Li & Xinzheng Li, 2008[13]
- Lophiotoma ruthveniana (Melvill, 1923)[14]
- Lophiotoma semfala Puillandre, Fedosov, Zaharias, Aznar-Cormano & Kantor, 2017
- Lophiotoma tayabasensis Olivera, 2004[15]
- Lophiotoma verticala Baoquan Li & Xinzheng Li, 2008[16]
- Lophiotoma vezzaroi Cossignani, 2015

Espécies trazidas para a sinonímia
- Lophiotoma albina (Lamarck, 1822):[17] sinônimo de Gemmula albina (Lamarck, 1822)
- Lophiotoma babylonia (Linnaeus, 1758):[18] sinônimo de Turris babylonia (Linnaeus, 1758)
- Lophiotoma cerithiformis: sinônimo de Daphnella lirata (Reeve, 1845)
- Lophiotoma cingulifera (Lamarck, 1822):[19] sinônimo de Iotyrris cingulifera (Lamarck, 1822)
- Lophiotoma indica (Röding, 1798):[20] sinônimo de Unedogemmula indica (Röding, 1798)
- Lophiotoma notata (G.B. Sowerby III, 1889):[21] sinônimo de Iotyrris notata (G. B. Sowerby III, 1889)
- Lophiotoma olangoensis Olivera, 2002:[22] sinônimo de Iotyrris olangoensis (Olivera, 2002) (combinação original)
- Lophiotoma tigrina Lamarck, 1822:[23] sinônimo de Lophiotoma acuta (Perry, 1811)
- Lophiotoma (Xenuroturris) incredula Iredale, T., 1931: sinônimo de Iotyrris cingulifera cingulifera (Lamarck, J.B.P.A. de, 1822)